# وایلا بارسلی
وایلا بارسلی (انگلیسی: Vaila Barsley؛ زادهٔ ۱۵ سپتامبر ۱۹۸۷) بازیکن فوتبال اهل بریتانیا است.
از باشگاه‌هایی که در آن بازی کرده‌است می‌توان به باشگاه فوتبال نوریچ سیتی و باشگاه فوتبال آرسنال اشاره کرد.
وی همچنین در تیم‌های ملی فوتبال England women's national under-17 football team و زنان اسکاتلند بازی کرده‌است.